# Minister von Hammerstein
Minister von Hammerstein es una  variedad cultivar de manzano (Malus domestica).
Criado en 1882 en Geisenheim, Alemania por R Goethe y nombrado en honor al entonces ministro de Agricultura. Las frutas tienen una carne blanca firme y cremosa con un sabor dulce y subacido.

## Sinónimos
- "Gammershtein",
- "Hamerstainska",
- "Hammerstein",
- "Hammerstenovo".[4]

## Historia
'Minister von Hammerstein' es una variedad de manzana, obtenida a partir del cruce de 'Landsberger Reinette' x desconocido. Criado por el profesor R Goethe en el Instituto Kaiser Wilhelm en Branderburg (Alemania) en 1882. Lleva el nombre del entonces ministro de Agricultura; primero fructificada en 1891; introducida al mercado en 1900.
'Minister von Hammerstein' se cultiva en la National Fruit Collection con el número de accesión: 1948-611 y nombre de accesión: Minister von Hammerstein.

## Características
'Minister von Hammerstein' tiene un tiempo de floración que comienza a partir del 5 de mayo con el 10% de floración, para el 9 de mayo tiene una floración completa (80%), y para el 17 de mayo tiene un 90% caída de pétalos.
'Minister von Hammerstein' tiene una talla de fruto es de mediano grande; forma plano globosa; con nervaduras fuertes, corona medio-fuerte; epidermis con color de fondo amarillo, con sobre color naranja en una cantidad de color superior baja, con sobre patrón de color lavado, "russeting" (pardeamiento áspero superficial que presentan algunas variedades) bajo; ojo pequeño y parcialmente abierto, ubicado en una cuenca plana, poco profunda y prominentemente arrugada; pedúnculo corto, mediano, delgado y está colocado en una cavidad profunda, moderadamente estrecha y ligeramente oxidada; carne crujiente, textura de la pulpa gruesa y color de la pulpa amarillento, sabor dulce, jugoso, y subacido.
Su tiempo de recogida de cosecha se inicia a principios de octubre. En almacenamiento en frío aguanta tres meses.
'Minister von Hammerstein' es el Parental-Madre de la variedad de manzana:
- 'Geheimrat Doktor Oldenburg'.[4]

## Usos
A menudo se come fresco, manzana de mesa, pero también es una buena manzana para cocinar.
Recomendada para el huerto familiar, irrelevante en el cultivo comercial de frutas en la actualidad.

## Ploidismo
Auto estéril. Grupo de polinización C , Día 9.

Manzanas 'Minister von Hammerstein'
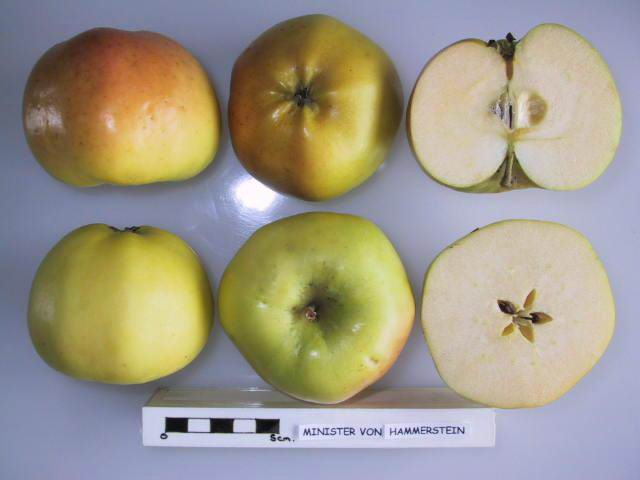
'Minister von Hammerstein'.
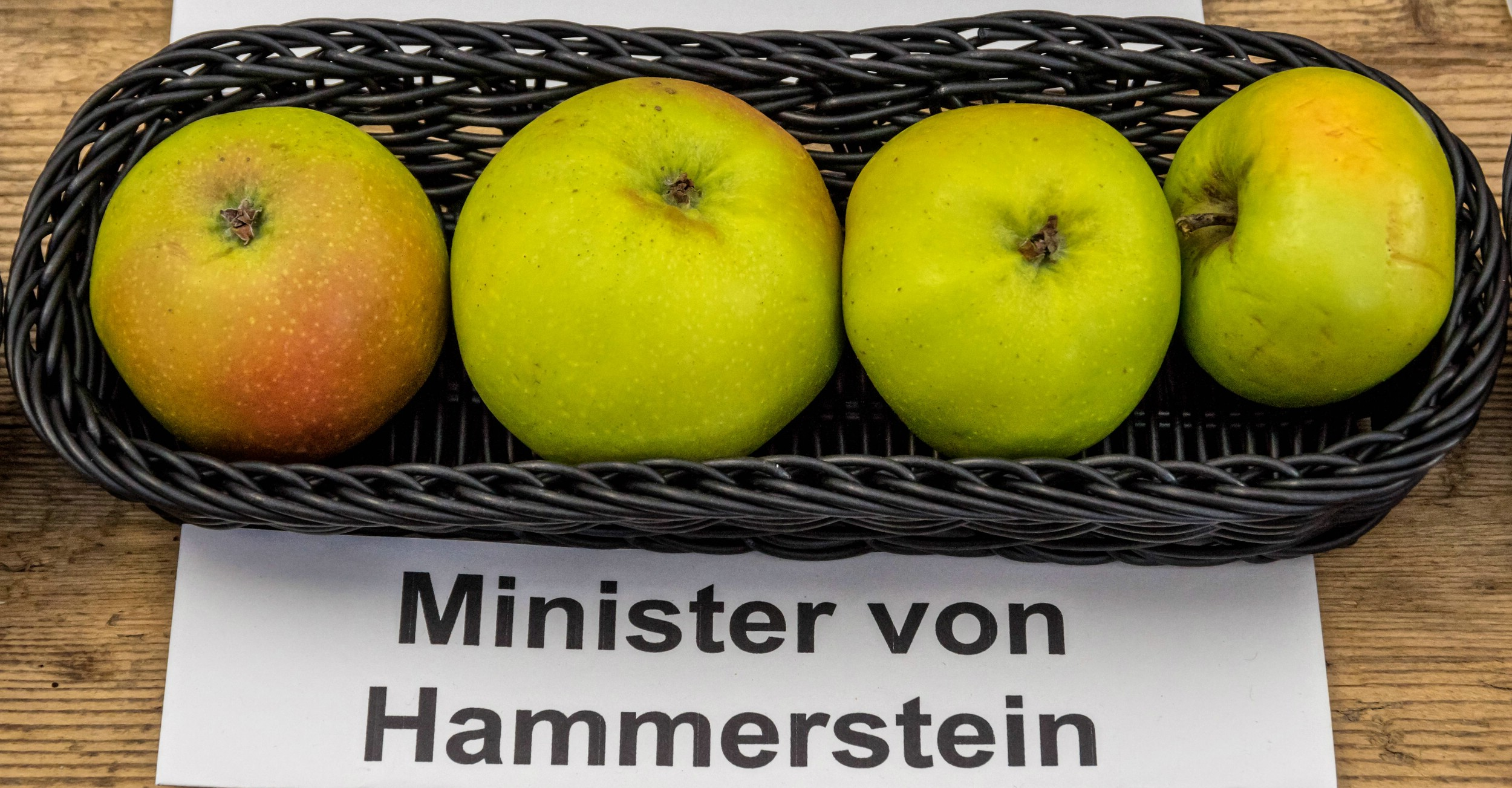
Manzanas 'Minister von Hammerstein'.
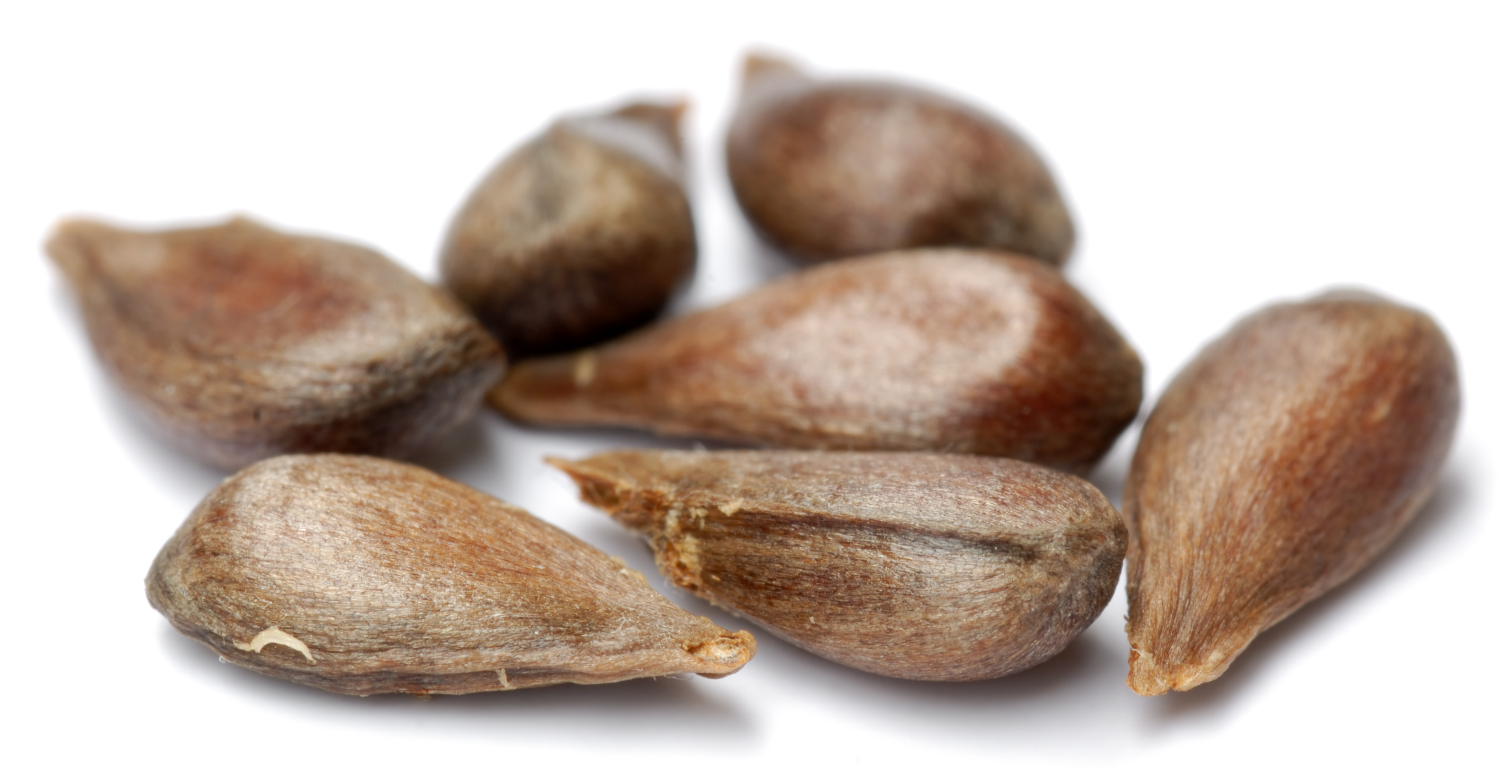
Semillas de manzanas 'Minister von Hammerstein'.